# Netelia
Netelia är ett släkte av steklar som beskrevs av Gray 1860. Netelia ingår i familjen brokparasitsteklar.

## Dottertaxa tillNetelia, i alfabetisk ordning[1][2]
- Netelia aberrans
- Netelia acuminata
- Netelia aequora
- Netelia aestiva
- Netelia aethiopica
- Netelia affinis
- Netelia alaskensis
- Netelia albipicta
- Netelia albovariegata
- Netelia alpina
- Netelia amamiensis
- Netelia antefurcalis
- Netelia antipodum
- Netelia appendiculata
- Netelia arabator
- Netelia arabs
- Netelia arcanus
- Netelia areator
- Netelia areoleta
- Netelia armeniaca
- Netelia aspera
- Netelia atlantor
- Netelia atra
- Netelia auberti
- Netelia australis
- Netelia baibarensis
- Netelia barberi
- Netelia basilewskyi
- Netelia basirufa
- Netelia beschkovi
- Netelia bicolor
- Netelia blantoni
- Netelia borealis
- Netelia brasiliensis
- Netelia brevicornis
- Netelia brunnea
- Netelia californica
- Netelia calva
- Netelia capensis
- Netelia carmichaeli
- Netelia cascadica
- Netelia caucasica
- Netelia caudata
- Netelia caviverticalis
- Netelia celebensis
- Netelia ceylonica
- Netelia chloris
- Netelia ciliata
- Netelia clypeata
- Netelia cockerelli
- Netelia columbiana
- Netelia comitor
- Netelia constricta
- Netelia contiguator
- Netelia contraria
- Netelia coreensis
- Netelia coriaria
- Netelia corrugata
- Netelia cristata
- Netelia cushmani
- Netelia dayaoshanensis
- Netelia deceptor
- Netelia decorator
- Netelia delicata
- Netelia densa
- Netelia denticulator
- Netelia dhruvi
- Netelia dilatata
- Netelia dimidiata
- Netelia diversa
- Netelia dolabra
- Netelia ehilis
- Netelia elegans
- Netelia elevator
- Netelia elumbis
- Netelia emorsa
- Netelia ephippiata
- Netelia ermolenkoi
- Netelia errans
- Netelia exareolata
- Netelia exserta
- Netelia facialis
- Netelia falcata
- Netelia felix
- Netelia fijiensis
- Netelia flavitarsis
- Netelia flavolineata
- Netelia foersteri
- Netelia formosana
- Netelia fractivena
- Netelia frankii
- Netelia frenata
- Netelia fulginosa
- Netelia fulvator
- Netelia fumosa
- Netelia fusca
- Netelia fuscicornis
- Netelia gansuana
- Netelia gerlingi
- Netelia gigantia
- Netelia glabra
- Netelia gotoi
- Netelia gracilis
- Netelia grandis
- Netelia guptai
- Netelia harmani
- Netelia hayashii
- Netelia herero
- Netelia heroica
- Netelia hikosana
- Netelia himalayensis
- Netelia hirashimai
- Netelia hottentota
- Netelia idioctenus
- Netelia ignota
- Netelia imitatrix
- Netelia inaequalis
- Netelia incognitor
- Netelia incommunis
- Netelia indica
- Netelia indicata
- Netelia inepta
- Netelia infractor
- Netelia ingrata
- Netelia insulicola
- Netelia intermedia
- Netelia interstitialis
- Netelia interstitinervis
- Netelia ishiharai
- Netelia japonica
- Netelia johnsoni
- Netelia kashmirensis
- Netelia kiuhabona
- Netelia kodai
- Netelia krishtali
- Netelia kusigematii
- Netelia kyushuensis
- Netelia labi
- Netelia laevis
- Netelia laticeps
- Netelia lativectis
- Netelia latro
- Netelia latungula
- Netelia leo
- Netelia levisulca
- Netelia ligata
- Netelia lineata
- Netelia lineolata
- Netelia liopleuris
- Netelia lobata
- Netelia longicauda
- Netelia longipalpus
- Netelia longipes
- Netelia longitibiata
- Netelia lucens
- Netelia lucidula
- Netelia luteola
- Netelia luteostigma
- Netelia macra
- Netelia macroglossa
- Netelia macrostigma
- Netelia maculifemorata
- Netelia maculiventris
- Netelia madagascariensis
- Netelia magniceps
- Netelia major
- Netelia media
- Netelia melanogaster
- Netelia melanopus
- Netelia melanostigma
- Netelia melanura
- Netelia memorialis
- Netelia meridionator
- Netelia microdon
- Netelia microtylus
- Netelia millieratae
- Netelia mirabilis
- Netelia mombasica
- Netelia morleyi
- Netelia moschiana
- Netelia mustela
- Netelia mystace
- Netelia nanaki
- Netelia nanutor
- Netelia natalensis
- Netelia neotropica
- Netelia nervulator
- Netelia nigricarpus
- Netelia nigricornis
- Netelia nigrinota
- Netelia nigripectus
- Netelia nigritarsalis
- Netelia nigriventris
- Netelia nigroeandis
- Netelia nigrostigma
- Netelia nitida
- Netelia nodulosa
- Netelia nomas
- Netelia nomurai
- Netelia novoguineensis
- Netelia nubigenus
- Netelia nyassica
- Netelia obesis
- Netelia obliquetransversalis
- Netelia obrepta
- Netelia ocellaris
- Netelia ocellata
- Netelia ocelliger
- Netelia oeceticola
- Netelia oharai
- Netelia okinawana
- Netelia opacula
- Netelia orba
- Netelia orientalis
- Netelia ornata
- Netelia ovalis
- Netelia pagoni
- Netelia pallens
- Netelia pallescens
- Netelia pallida
- Netelia pallidilutea
- Netelia palpalis
- Netelia paramelanura
- Netelia parca
- Netelia pardalis
- Netelia parva
- Netelia parviareolata
- Netelia parvula
- Netelia pectinia
- Netelia pengalengana
- Netelia percurrens
- Netelia perforata
- Netelia pharaonum
- Netelia picta
- Netelia planipes
- Netelia platypes
- Netelia pluridens
- Netelia praevalvator
- Netelia producta
- Netelia pulchra
- Netelia punctata
- Netelia punctator
- Netelia radialis
- Netelia radiata
- Netelia rapida
- Netelia reclivousa
- Netelia recta
- Netelia rectifascia
- Netelia rectivena
- Netelia reflexa
- Netelia retaki
- Netelia rimata
- Netelia rimosa
- Netelia rogersi
- Netelia rotunda
- Netelia rufa
- Netelia rufescens
- Netelia rufoculata
- Netelia rugosa
- Netelia rukmaniae
- Netelia savchenkoi
- Netelia sayi
- Netelia scabiosa
- Netelia scissulata
- Netelia semenowi
- Netelia semirufa
- Netelia serrata
- Netelia setosa
- Netelia shopar
- Netelia sikkimensis
- Netelia silantjewi
- Netelia sinus
- Netelia siva
- Netelia smithii
- Netelia sobaekensis
- Netelia solus
- Netelia spinipes
- Netelia stigmata
- Netelia striata
- Netelia strigata
- Netelia strigilobus
- Netelia strigosa
- Netelia subfusca
- Netelia szepligetii
- Netelia takaozana
- Netelia tamis
- Netelia tarsata
- Netelia tarsatus
- Netelia terebrator
- Netelia terebrica
- Netelia testacea
- Netelia testaceinervis
- Netelia thomsoni
- Netelia thomsonii
- Netelia thoracica
- Netelia tinctipennis
- Netelia togoana
- Netelia townesi
- Netelia townsendi
- Netelia tristrigata
- Netelia trituberculata
- Netelia truncativenosa
- Netelia tunetana
- Netelia turanica
- Netelia turbans
- Netelia turgida
- Netelia uchidai
- Netelia ultima
- Netelia umbone
- Netelia uncata
- Netelia unguicularis
- Netelia unicolor
- Netelia vegeta
- Netelia veronesii
- Netelia whymperi
- Netelia vinulae
- Netelia virgata
- Netelia woris
- Netelia vulgaris
- Netelia yamatoensis
- Netelia yui
- Netelia zaydamensis
- Netelia zhejiangensis